# Anna Moorhouse
Anna Victoria Moorhouse (Oldham, 30 marzo 1995) è una calciatrice inglese, portiere dell'Orlando Pride.

## Palmarès

### Nazionale
- Campionato d'Europa: 1

2025